# 詠史詩
詠史詩是漢詩的一種類型，廣義指以史事、史意與史識為主題的詩歌，狹義指題以「詠史」二字的詩篇。中國的詠史詩起源自東漢，唐末以後廣為流傳，作品眾多，唐代起流傳至日本和朝鮮半島，同屬漢字文化圈的越南、琉球後來也受中國影響發展出詠史詩，在朝鮮、越南除了漢詩外，還發展出以本民族語言文字寫成的詠史詩。

## 內容
詠史詩內容可分述古、懷古、史論史評三類。

### 述古
一些詠史詩主要屬敘事詩，如確立五言詩體裁的東漢班固《詠史》，敘述西漢孝女緹縈的故事；晉代盧子諒(284-350)的《覽古》詩，敘述藺相如完璧歸趙和負荊請罪的故事；陶潛的《詠荊軻》敘述《史記．刺客列傳》中的故事，都是早期敘述史事的詠史詩。

### 懷古
一些詠史詩偏向懷古抒情，借古諷今，正如清代何焯所言：「題云詠史，其實詠懷。」如晉代左思有《詠史》8首，借荊軻燕市高歌的氣慨，諷刺當時王公權貴尸位素餐，無所作為，批判以門閥劃分貴賤賢愚的準則； 蘇軾的《論王莽》，則諷刺當時呂惠卿的變法新政，有如王莽的欺世盜名。

### 史論史評
一些詠史詩秉承儒家倫理，褒貶歷史人物，亦有作翻案之論。如宋代王令《讀孟子》，批評孟子迂闊無成，禁不起挫折而離開齊、魏二國。一些詠史詩則總括歷史經驗，或印証人生哲理，如白居易《放言五首》，指出路遙知馬力，歷經考驗後方能判斷是非忠奸，寫下「周公恐懼流言日，王莽謙恭未篡時，向使當時身先死，一生真偽有誰知」的傳世名句。

## 發展
六朝和唐代的詠史詩，較多借史抒情，風格悲涼沉鬱，宋代詠史詩則較多議論，富於哲理，立意新穎。

### 漢代六朝
現存最早的詠史詩是東漢班固的《詠史》，西晉左思作《詠史詩》八首，開創了詠史組詩的先河。南朝蕭統《文選》卷21專門收錄詠史詩。

### 唐至五代
唐末胡曾開詠史之風，自此詠史詩更為流行，除胡曾外還有汪遵、周曇著名詠史詩人。
唐末詩人胡曾是歷史上第一位以「詠史」名集的詩人，撰有150首七絕，編為《詠史詩》一書，每首俱以地名為題，旨在評論古今得失，以議論為主，並非偶然感興所作，亦不在乎詞藻，他的詠史詩是從唐末政治腐敗、生靈塗炭的黑暗現實出發，藉歷史事實來抒發自己感時紛亂、懷才不遇的苦悶心懷，關心、同情人民的痛苦的同時，又諷刺、批判統治者，寄託了渴望「中興」的理想。學者對其詠史詩的藝術價值方面評價不一，辛文房認為其詩「擢於中等」，王夫之評為「足之議論立而無詩允矣」，《四庫存目提要》則評為「興寄頗淺，格調亦卑」，總體而言文學地位不高。但另一方面，胡曾詠史詩正因不重詞藻，故顯得淺易通俗、明快流暢，風格質樸平易，且忠於史實、立論公允，因此自五代至明代，胡曾的詠史詩廣泛流傳，為兒童讀物，或與《千字文》和《蒙求》等蒙學書籍合刊。
汪遵與胡曾同時同輩，《全唐诗》中收录他的咏史诗五十九首，全屬七言绝句，风格與胡曾近似。其詩絕大部份為懷古詩，表达了对历史问题的见解。寄托了对实际生活的深沉感慨。有藉歷史人物遭遇來抒發自己懷才不遇的情緒，又有藉描寫歷史興亡故事來警告統治者，具有一定的思想意義。
唐末五代時周曇撰寫《詠史詩》，共七絕203首，詩後有「講語」，解釋有關史事。周曇任職國子直講，以《詠史詩》向後唐君主進講。周曇詠史詩文學價值亦不高，明代胡震亨批評為「拙惡不成句」。傳播亦不如胡曾詠史詩廣泛。
唐至五代詠史詩還有敦煌诗歌，蒙书中以诗歌体编撰的《古贤集》全篇以八十句七言诗成篇，相似与胡曾、周昙的大型咏史组诗，此敦煌诗歌材料可结合咏史、蒙书、诗歌等，也开拓了中国文学敦煌变文研究讲史性变文（如《孟姜女变文》、《王昭君变文》、《伍子胥变文》等故事题材）的发展，採討如何从咏史、讲史到历史演义。

### 宋朝
宋朝時由於雕版印刷盛行，促進了包括史書在內的書籍流傳，也使人易於積儲歷史傳記於胸中，再加以取捨剪裁寫成詠史詩。這時期以陳普的《詠史》組詩為代表，與前代詠史詩相較尤以「翻案」類型之詠史詩最為突出，翻案類詠史詩擺脫了過去詠史詩因循蹈襲、陳腔濫調的缺點，標榜史識超拔，以創意妙脫蹊徑，具有新奇、意外、層深、自得之妙。

## 傳播

### 日本
日本平安時代初期是漢詩文的全盛時代，當中包括詠史詩。平安時代沿习奈良時代旧制，在宫内设置大学，其中以学习《史记》、《汉书》《后汉书》、《文选》、《尔雅》等课程为主的紀傳道（亦称文章道）最受重視，当时的惯例是在全部讲完某种典籍后，都要以该典籍中的语句或人物为题，举办作诗的「竞宴」，此制度令詠史詩興起。這時期的詠史詩以菅原道真的詩作為代表，有《后汉书竟宴，各咏史，得光武》、《汉书》竞宴诗三首（《汉书竞宴，咏史得司马迁》、《劝学院，汉书竟宴。咏史得叔孙通》、《文章院，汉书竟宴，各咏史，得公孙弘》）、《史记竟宴，咏史得司马相如》等。
平安末期興起「國風運動」，包括詠史詩在內的漢詩開始逐漸衰落，至鐮倉時代，鐮倉幕府重武輕文，漢詩文愈加衰落。直到室町時代，漢詩才再次興起。至江戶時代後期，漢詩再次鼎盛，當中不乏詠史詩，如賴山陽就著有不少詠史詩，有不少為樂府體，貫穿了尊皇愛國思想，著有樂府詠史詩集《日本樂府》，後來成為幕末明治維新志士的精神武器。

### 朝鮮半島
朝鮮半島的詠史詩始於統一新羅時期，曾入唐留學並任官的新羅人崔致遠與多名唐代詩人交流，創作了不少漢詩，當中包括詠史詩，其中较有代表意义的是《熊津公山城诗》，詩人看見百濟熊津（今韓國忠清南道公州市）公山城的旧址，想起百濟與高句麗的戰爭及後來的羅唐戰爭，於是寫下自己對戰爭的心理恐慌和担忧，体现了他的现实主义倾向。
新羅滅亡後，詠史詩於後來的高麗王朝的漢詩中依然佔有一定地位，其中以李奎報、李承休的作品為代表。李奎報的二千多首漢詩中，其中五百多首為詠史詩，除以中國歷史為題材外，還有以朝鮮本民族歷史為題材者。李奎報生活在高麗武人政權時代，以詠史詩為依託來抒寫自己報國理想，最著名的作品是以本民族歷史為題材的《東明王篇》、《次韻吳東閣世文呈誥院諸學士三百韻詩》，以及以唐玄宗開元、天寶時期為題材的《開元天寶詠史詩》四十三首。李承休詠史詩中的代表作品有樂府體的《帝王韻紀》。
到了朝鮮王朝，當地的詠史詩除了有樂府體及近體詩外，又產生了與中國文學相異、以本民族語言諺文寫作的詠史詩。樂府體代表作品包括十八世紀至十九世紀詩人李福休倣效明代李東陽的《詠史樂府》而成的《海東樂府》（東國樂府）等連作形態的樂府體詠史詩。後期代表作品有柳得恭的《二十一都懷古詩》。諺文詠史詩的代表作品是鄭麟趾、安止、權踶等人合著的《龍飛御天歌》。

### 越南
越南自古深受漢文化影響，前黎朝時期已有漢詩創作，越南漢詩以唐律詩為主，其中咏史诗是越南唐律诗的普遍题材，自李朝開科取士以來，鄉試、會試皆以詩賦取士，其中包括詠史詩。以中國歷史為題材的詠史詩主要有范師孟、黎圣宗、鄧鳴謙、阮攸、少治、字德、青关县夫人、阮勸、阮廷炤等人的作品。范師孟為越南陳朝人，其詠史詩代表作品有《烏江項羽廟》與《和大明使餘貴》詩二首。後黎朝前期人鄧鳴謙著有《詠史集》。黎中興朝時期的阮攸為越南詠史詩開創了新的特徵，在詠史以抒懷、借古諷今等技法上具有異於前代詩人的個性化色彩。而阮朝的阮勸、高伯、黎孝廉則有不少以本民族歷史為題材的詠史詩。阮勸現存詠史詩十八首，除了《詠陳後主》一首為批判外，其餘皆為藉詠歷史人物讚頌其慷慨的節操，其中十四首以越南歷史人物為題材，最典型的為《詠朱文安》。除漢詩外，越南詠史詩還有以本民族語言喃字寫作的格律詩韓律，如阮朝愛國詩人阮廷炤的《孔子遐想》。

### 琉球
琉球現存的漢詩作品多為琉球國第二尚氏王朝中後期的作品，琉球士族自幼學習中國典籍，所作漢詩也常以中國歷史典故為題材，琉球的詠史詩以懷古為主，較著名的作品有曾益（砂邊親方子謙）的《苏台怀古》，程順則（名護親方寵文）的《蕪城懷古二首》等。

## 局限
唐宋以下詠史詩眾多，但佳作殊少，大多簡陋單調，不足以動人。大抵因詩歌本宜於吟詠性情，詠史詩則多發議論，體裁與內容二者不甚相容，其內在矛盾使詠史詩難得佳構。

## 影響
胡曾和周曇的《詠史詩》，在宋代改編作講史話本，間接促使講史小說的形成。
胡曾《詠史詩》成書後不久，即有人作注解，敘述相關史事的本末。周曇《詠史詩》則有作者自註史事。二書在宋代都被用作講史的範本，並改編成話本，稱作「評話」或「平話」。講史話本如《三國志平話》、《新編五代史平話》，一概稱作「平話」，「評」就是指詩評。
早期講史話本沿襲《詠史詩》的形式，每卷開端結尾都有詩歌，詩與講話相輔相承。講史話本襲用胡曾和周曇的詠史詩，部份仍輾轉保留在明代章回小說中。如《三國演義》引錄胡曾詠史詩12首，周曇詠史詩若干篇。

### 書目
- 汪榮祖：《詩情史意》（南京：江蘇教育出版社，2006）。
- 張政烺：《張政烺文史論集》（北京：中華書局，2004），〈講史與詠史詩〉，頁119-165。

## 外部連結
- 영사시(詠史詩)의 개념과 작품의 실상 （页面存档备份，存于） 